# Esteve Fradera i Serrat
Esteve Fradera i Serrat   (Santa Coloma de Farners, 7 de maig de 1963) és un futbolista català, retirat. La seua posició era de defensa central. I més tard va treballar com a entrenador. Va ser un dels primers jugadors formats a La Masia en debutar en el primer equip del Barça, i va jugar un total de 225 partits a la Lliga amb el FC Barcelona, el Sabadell, el Reial Mallorca i l'Albacete Balompié.

## Trajectòria
Fradera va començar en el món del futbol en el planter del Barça. La temporada 84/85 forma part de la plantilla del Barcelona Atlètic, i a l'any següent debuta en el primer equip, precisament davant el gran rival, el Reial Madrid. Va ser un dels primers jugadors formats a La Masia, després d'Ángel Pedraza, en debutar amb el primer equip. No aconsegueix fer-se un lloc en l'equip blaugrana i el 1987 marxa al CE Sabadell, on ja serà titular.
Amb el descens de l'equip arlequinat eixe mateix any, Fradera fitxa pel RCD Mallorca, de primera divisió. Al Lluís Sitjar es converteix en un dels puntals de la defensa illenca dels principis dels 90, tant en els tres anys de Primera, com l'any a Segona Divisió.
En 1993 s'incorpora a les files de l'Albacete Balompié. Està dues temporades en l'equip manxec, en les quals només es perd quatre partits de Lliga. Tot arrossegant una lesió de genoll, torna cap al Mallorca la campanya 95-96, però no es recupera i disputa només dos partits amb el filial. Al final de la temporada 96/97 es retira del futbol professional a causa d'aquesta lesió, que li ha impedit jugar cap partit d'eixe any.

## Temporades
- 84-85 Barcelona Atlètic (2a)
- 85-86 FC Barcelona 6 / 0
- 86-87 Barcelona 11 / 0
- 87-88 CE Sabadell 30 / 1
- 88-89 Mallorca (2a)
- 89-90 Mallorca 35 / 2
- 90-91 Mallorca 35 / 0
- 91-92 Mallorca 36 / 3
- 92-93 Mallorca (2a) 36 / 0
- 93-94 Albacete Balompié 37 / 0
- 94-95 Albacete 35 / 1
- 95-96 Mallorca B (2a) 2 / 0
- 96-97 Mallorca B (2a) 0 / 0

## Palmarès
- 1 Copa de la lliga (1985-1986)